# Jarosław Gwóźdź
Jarosław Gwóźdź (ur. 14 maja 1955) – polski lekkoatleta, który specjalizował się w skoku wzwyż.
Reprezentował Polskę na halowych mistrzostwach Europy w 1976 zajmując ósmą lokatę. W 1979 zdobył srebrny medal mistrzostw Armii Zaprzyjaźnionych. Czterokrotnie bronił barw narodowych w meczach międzypaństwowych (od 1975 do 1978).
Pięć razy startował w finale mistrzostw Polski seniorów zdobywając jeden tytuł wicemistrza kraju w 1977.
Rekord życiowy: 2,24 (13 września 1979, Kraków).